# بورووی (سرزمین آلتای)
بورووی (به لاتین: Borovoy) یک منطقهٔ مسکونی در روسیه است که در سرزمین آلتای واقع شده‌است.